# Gächinger Kantorei Stuttgart
Die Gächinger Kantorei Stuttgart, kurz Gächinger Kantorei genannt, war ein national und international agierender Chor mit Sitz in Stuttgart. Er wurde 1954 an der Georgskirche in Gächingen (bei Reutlingen) von Helmuth Rilling gegründet, der das Ensemble bis 2013 leitete. Die Sänger und Musiker stammten nicht aus Gächingen, sondern waren anfangs Musikstudierende oder im Tübinger Stift Anwärter als Pfarrer.
Unter Rillings Nachfolger Hans-Christoph Rademann wurde der Chor reformiert und der Name im Jahr 2016 geändert. Der neue Name Gaechinger Cantorey bezieht sich sowohl auf den Chor als auch auf ein neu gegründetes Barockorchester.

## Gächinger Kantorei Stuttgart
Anfangs widmete sich der Chor weitgehend der A-cappella-Musik des 16., 17. und 20. Jahrhunderts, um sein Repertoire dann auch auf die A-cappella-Werke der Romantik zu erweitern. 1965 begann eine kontinuierliche Zusammenarbeit mit dem ebenfalls von Rilling gegründeten Bach-Collegium Stuttgart, verbunden mit einer Verlagerung des Repertoireschwerpunktes auf die vokal-instrumentale Musik des 18. und 19. Jahrhunderts.
Die erste – nicht offizielle – Konzertreise führte Mitte der 1950er-Jahre nach Thüringen. In den 1960er-Jahren folgten Konzertreisen in die DDR, ČSSR und nach Ungarn, eine erste Tournee in die USA folgte 1968. Der Chor bestritt 1976 gemeinsam mit dem Israel Philharmonic Orchestra die israelische Erstaufführung des Deutschen Requiems von Brahms. In den 1980er-Jahren fanden Konzertreisen nach Polen und Moskau statt.
Heute konzertiert der Chor mit verschiedenen Orchestern regelmäßig im In- und Ausland (u. a. Internationale Bachakademie Stuttgart, Salzburger Festspiele, Luzerner Festwochen, Prager Frühling). 1985 schloss die Gächinger Kantorei nach 15 Jahren die weltweit erste Gesamteinspielung sämtlicher geistlicher Kantaten und Oratorien Johann Sebastian Bachs im Hänssler Verlag ab. Unter den zahlreichen von der Gächinger Kantorei uraufgeführten Werken finden sich etwa die Messa per Rossini (1988), Litany von Arvo Pärt (1994) oder Deus Passus (Passionsstücke nach Lukas) von Wolfgang Rihm (2000).
Die Gächinger Kantorei Stuttgart ist kein stehendes Berufsensemble, sondern projektbezogen aus einem festen Stamm von Chormitgliedern aus ganz Deutschland besetzt, überwiegend Absolventen eines Musikstudiums.
Im August 2013 übernahm in Nachfolge Helmuth Rillings Hans-Christoph Rademann die künstlerische Leitung.

## Gaechinger Cantorey (seit 2016)
Im Sommer 2016 wurde der Name in Gaechinger Cantorey geändert. Der Name schließt nun neben einem nach aufführungspraktischen Kriterien zusammengestellten Chor zugleich das neu gebildete Barockorchester der Bachakademie ein. Die gemeinsame Bezeichnung von Chor und Orchester als Cantorey knüpft an den Sprachgebrauch des 18. Jahrhunderts an, als ein Chor ein Ensemble von Sängern oder auch ein Orchester von Instrumentalisten sein konnte. Zugleich spiegelt die historisierende Schreibweise Cantorey Rademanns Ziel wider, das „ästhetische Klangideal des Barock“ zu erreichen.